# Antonio López Aviña
Antonio López Aviña (Chalchihuites, Zacatecas, México, 27 de agosto de 1915 - 26 de febrero de 2004) fue un sacerdote católico mexicano, quien llegó a ser obispo de Zacatecas.

## Biografía
Ingresó al Seminario Menor de la Diócesis de Durango a los 12 años, y se consagró como sacerdote a los 24 años. Tras tomar su ministerio, fue párroco en la Aquidiocésis de Durango hasta 1954 cuando fue preconizado como obispo de Zacatecas.
En 1961 fue designado como arzobispo de Durango, retirándose de sus funciones pastorales en 1993, a la edad de 77 años.
Falleció en 2004 producto de un paro cardiorrespiratorio.

## Creaciones
En el año de 1975 el ex arzobispo de Durango mons. Antonio López Aviña. decidió que hicieran más grande la parroquia San José del Calabazal ubicada en Villa Insurgentes la que era muy pequeña, pero para no destruir la antigua Capilla, desilio que la hizo al frente de la ya existente.